# Luka Brajnović
Luka Brajnović (Kotor, 13. siječnja 1919. – Pamplona, 8. veljače 2001.) bio je hrvatski pjesnik, književnik i novinar koji je od nakon Drugoga svjetskog rata do smrti, 2001. godine, živio i radio u Španjolskoj.

## Životopis
Uz sestru Mariju, Luka je ima još trojicu braćće. Stariji brat Ivo, svećenik, ubijen je na Daksi 1944. godine, a mlađeg su brata, Tripu, ubili partizani u Zagrebu 1944. godine.
Pučku školu polazio je i završio u rodnome gradu, a gimnaziju na Badiji, u Dubrovniku i Kotoru. Studij prava upisao je i studirao na Sveučilištu u Zagrebu.
Kao sveučilištarac bio je predsjednik nacionalnog ogranka „Pax Romane”. Prilikom posjeta Kotoru uhitili su ga talijanski fašisti 1941. godine. Uspio je pobjeći te se nakon mjesec dana vratio u Zagreb. Nakon dvije godine uhitili su ga partizani te je bio određen za strijeljanje.
Bio je urednik časopisa „Luč“ (1938.–1940.; 1942.–1943.) te glavni i odgovorni urednik katoličkog tjednika „Hrvatske straže“ (1941.–1944.).
Vjenčao se s Anom Tijan u studenom 1943. godine. Godine 1944. predavao je na Institutu za sociologiju Sveučilišta u Zagrebu. Do 1945. živio je u Zagrebu radeći kao novinar, pisac i pjesnik. 
Ulaskom partizana u Zagreb odlazi u izbjeglički logor u Klagenfurt. Nakon toga je boravio u više izbjegličkih logora u Italiji. U izbjegličkom kampu u Fermu bio je među hrvatskim sveučilištarcima koji su tamo osnovali Hrvatski akademski klub 3. listopada 1945. godine. Na Sveučilištu La Sapienza u Rimu upisao je studij medicine. U Rimu je upoznao Josemaría Escrivu, utemeljitelja družbe Opus Dei, te mu se pridružio 1946. godine.
Zatim odlazi u Španjolsku. Radio je kao tipograf i izdavač knjižnice „Osvit“, koja je objavila nekoliko knjiga hrvatskih iseljeničkih autora. Od 1957. do 1959. bio je urednik novina „Hrvatska Država“. Godine 1959. objavio je drugo izdanje cjelovite Biblije u prijevodu nadbiskupa Ivana Ev. Šarića. S dominikancem Hijacintom Eterovićem u Madridu je pokrenuo i uređivao časopis „Osoba i duh“ (1949.–1956.).
Od 1960. djelovao je kao docent, a od 1963. do odlaska u mirovinu 1992. kao redoviti profesor na Fakultetu znanosti informacija navarrskog sveučilišta. Tamo je predavao svjetsku literaturu, novinarsku deontologiju i tehnologiju informacija. Na navarrskom sveučilištu je postigao doktorat iz prava (1976.) i iz informacijskih znanosti (1988.).
Prvi put se u Hrvatsku vratio 1987. s kćeri i suprugom te su posjetili i rodni Kotor. Drugi je put u Hrvatsku došao 1997. godine.
Imao je petero djece: Elica, Antonio, Olga, Ljerka i Ana Marija.
U hrvatskim glasilima potpisivao se je i pseudonimima: Nehaj Trifunović, Ante Borak, Tugomir Lab, Bić i dr.

## Djela
- Zaboravljene suze, (roman), Zagreb, 1943.
- Tripo Kokoljić, (roman), Zagreb, 1945.
- Smirene želje, (pjesme), Madrid, 1951.
- Priče iz djetinjstva, (pripovijesti), Madrid, 1953.
- Na pragu radosti, (pjesme), Rim, 1958.
- Tecnologia de la Informacion, (priručnik: tri izdanja), Pamplona 1967., (2. izd. 1974.; 3. izd. 1978.)
- Deontologia periodistica, (priručnik), Pamplona, 1969. (2. izd. 1978.)
- U plamenu (roman), Rim 1969., (2. izd. Đakovo 1990.)
- Retorno (pjesme), Pamplona, 1972.
- Grandes figuras de la Literatura universal, (eseji), Pamplona, 1973.
- Literatura de la revolucion bolchevique, (priručnik), Pamplona, 1975.
- Ellenguaje de las ciencias, (priručnik), Pamplona, 1976.
- Ambito cientifico de la Informacion, (priručnik), Pamplona, 1979.
- El poema americano, (pjesme), Pamplona, 1982.
- Ex ponto, (pjesme), Pamplona 1985.
- Despedidas y encuentros, memorias de la guerra y el exilio, Eunsa, Pamplona, 2000. (2. izd. 2001.; polj. izd. Pożegnania i powroty. Wspomnienia z czasów wojny i wygnania, Wydawnictwo Trio, Varšava, 2011.; hrv. izd. Oproštaji i susreti: sjećanja iz rata i izgnanstva, Zagreb, 2019.)
- Služiti istini: memoari, članci, ogledi i studije, priredila Matilda Kolić-Stanić, Zagreb, 2016.
- Mjesečina u uljiku: izabrane pjesme, priredio Božidar Petrač, Zagreb, 2019.
- More mog djetinjstva: izabrane pjesme, Zagreb, 2019.

## Ostalo
- Bio je jedan od osnivača Odjela za novinarsku etiku u Pamploni.[6]
- Na Svečilištu Navarra jedna dvorana imenovana je po njemu.[7]
- Simpozija održan u njegovu čast 1992. godine.[5]
- Nagrada Luka Brajnović za komunikaciju koju je ustanovilo španjolsko Sveučilište Navarra u Pamploni.[2]

### Članci
- Labaš, Danijel. 2023. Prikazi i kritike književnog djelovanja i kršćanskog nadahnuća književnika, novinara i publicista Luke Brajnovića u časopisu „Hrvatska revija“ od 1951. do 2000. Kroatologija. Sveučilište u Zagrebu – Fakultet hrvatskih studija. Zagreb. 14 (2): 33–55

### Mrežna sjedišta
- Varenica, Katarina. 2019. Luka Brajnović - u Hrvatskoj gotovo nepoznat, a u Španjolskoj 'el maestro'. Informativna katolička agencija. Pristupljeno 4. travnja 2025.